# Jisan-dong, Gumi
Jisan-dong (koreanska: 지산동) är en stadsdel i staden Gumi i provinsen Norra Gyeongsang i den centrala delen av Sydkorea, 200 km sydost om huvudstaden Seoul.